# Água Márcia
Água Márcia (em latim: Aqua Marcia ou Acqua Marcia) era o mais longo dos onze aquedutos romanos clássicos que traziam água para Roma. A Água Feliz, ainda em funcionamento, construído em 1586, segue por longos trechos o trajeto da Água Márcia. Sua fonte era o rio Aniene (em latim: Anio).

## História
O aqueduto foi construído entre 144 e 140 a.C. pelo pretor Quinto Márcio Rex, um ancestral de Júlio César, e recebeu seu nome. Seguia o trajeto da Via Tiburtina até Roma e entrava na cidade pelo leste através da Porta Tiburtina na Muralha Aureliana. Era conhecido na época por sua água pura e gelada.
Sua construção foi paga principalmente com os espólios das conquistas recentes de Corinto, em 146 a.C., e a destruição de Cartago no final da Terceira Guerra Púnica, no mesmo ano. Esta nova fonte de água foi muito importante para a expansão da até então provinciana cidade de Roma para uma capital imperial.
Uma antiga fonte do aqueduto ficava perto das modernas cidades de Arsoli e Agosta, a mais de 91 km de distância pelo vale do Aniene. Esta localização genérica, nas colinas para o leste da cidade, foi utilizada por outros aquedutos posteriores, incluindo Ânio Novo, Ânio Velho e Água Cláudia.
A Água Márcia supria principalmente o monte Viminal, na zona norte de Roma, e, de lá, seguia para o Célio, Aventino, Palatino e Capitolino. Sua extensão até o Capitolino provocou grande controvérsia na época, pois os tradicionalistas ficaram preocupados com uma passagem nos Livros Sibilinos que advertiam contra levar água até o local.
O aqueduto foi restaurado por Marco Agripa, em 33 a.C., e, novamente, por Augusto, segundo uma inscrição no arco que depois foi transformado na Porta Tiburtina. Augusto também ampliou a oferta de água ligando-o à uma fonte adicional, a Água Augusta, dobrando a vazão. A maior parte da água era coletada por cidadãos romanos para uso privado, deixando apenas um fio d'água para uso da população na época de Nero, um problema que foi superado por imperadores subsequentes. Na época de Frontino, que escreveu sobre os aquedutos da cidade por volta de 97, a Água Márcia era capaz de entregar 187 600 m3 de água por dia, a segunda maior fonte de água para a cidade.

## Galeria

Imagens do aqueduto
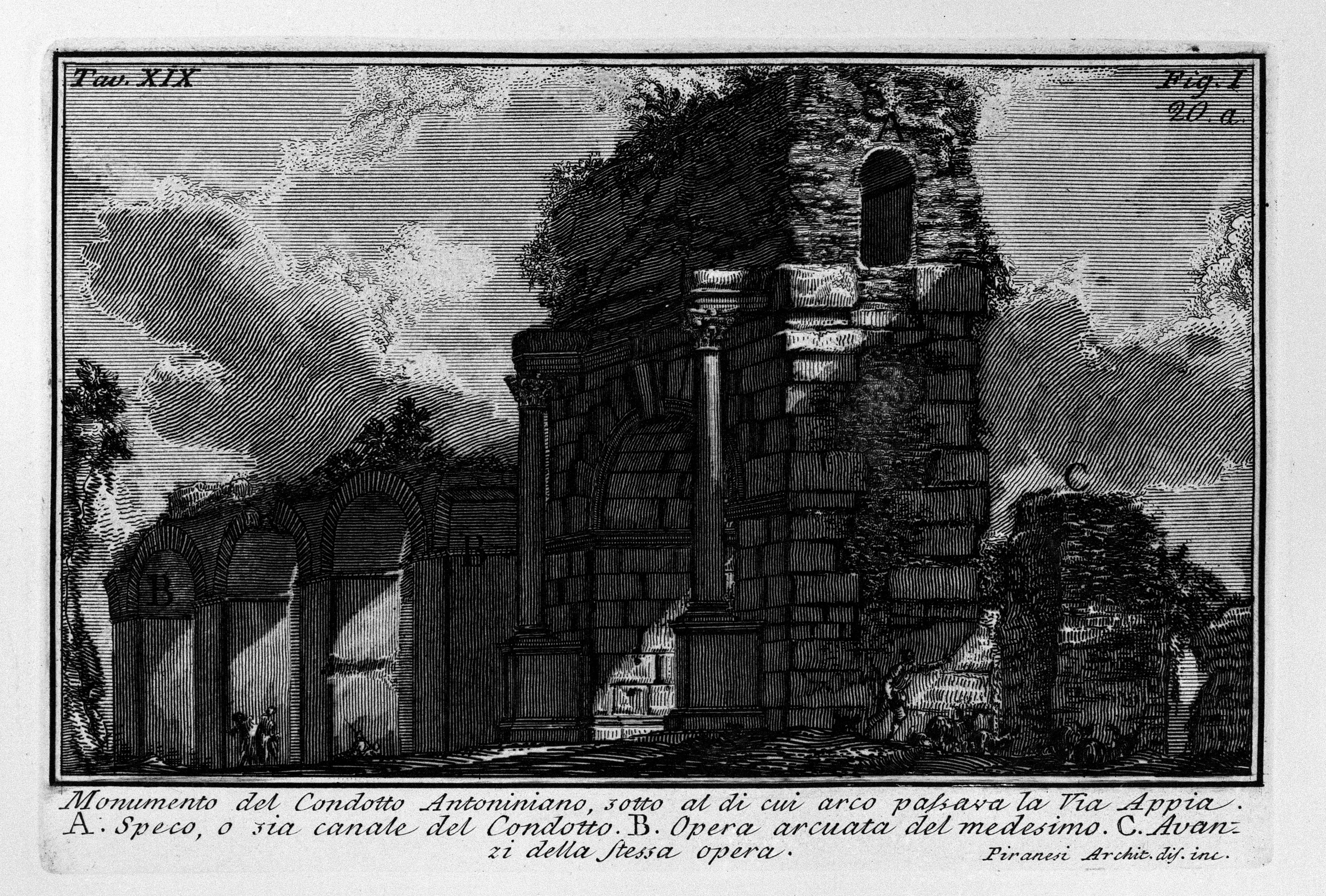
Gravura de Piranesi (1756) mostrando o Arco de Druso com o canal da Água Márcia por cima.
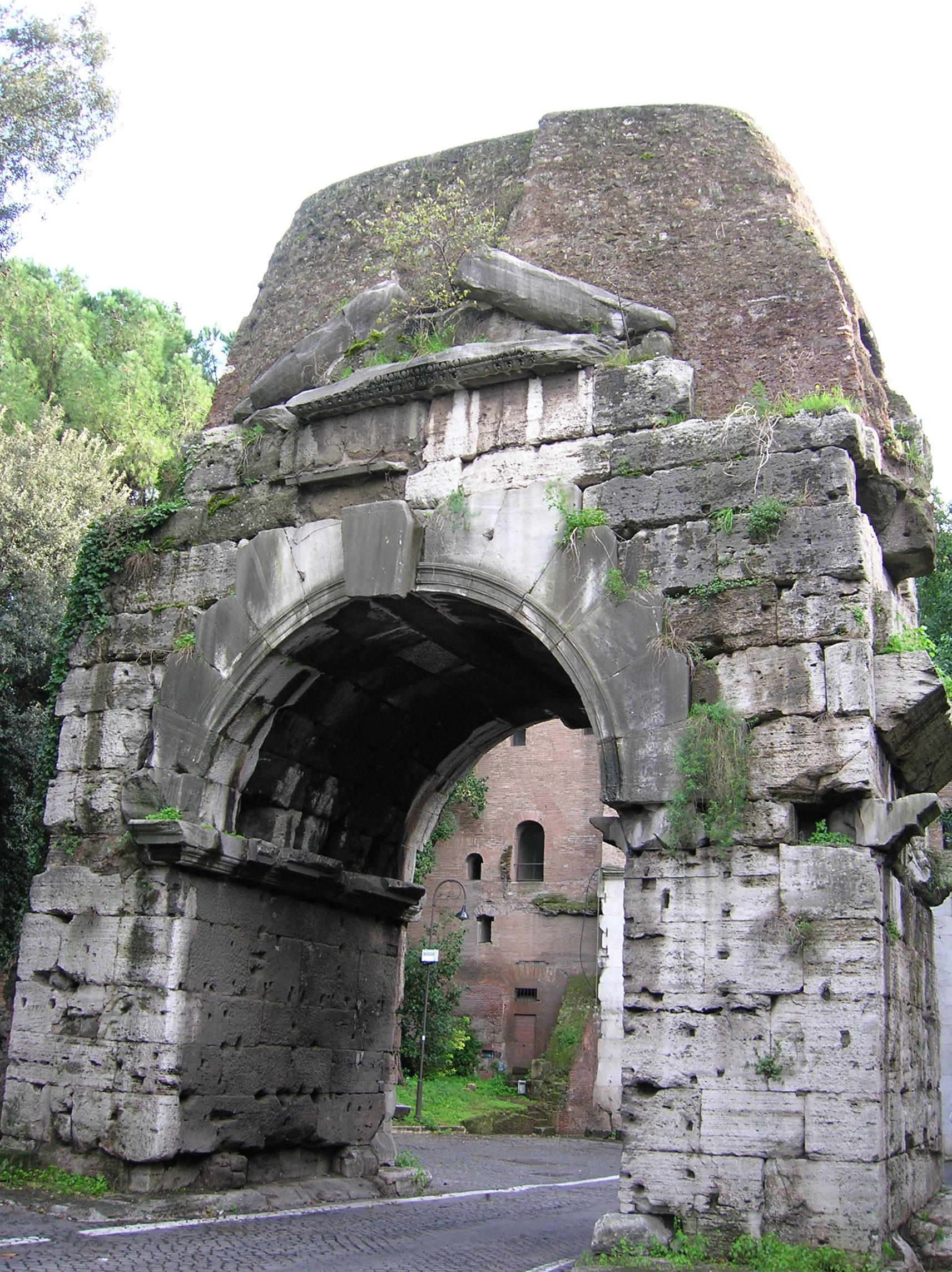
Arco de Druso atualmente, com a estrutura de tijolos da Água Márcia claramente visível acima.
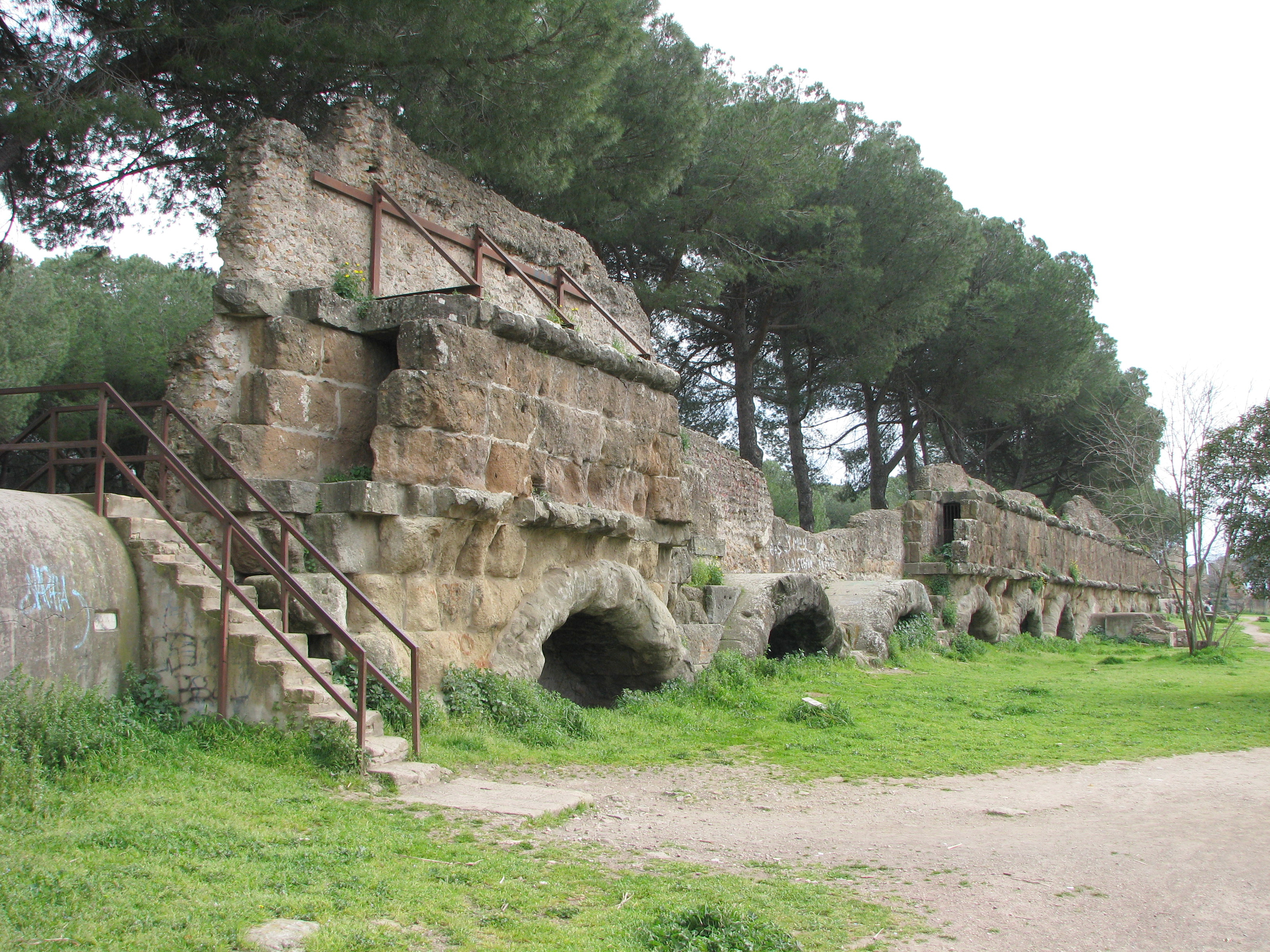
Arcos da Água Márcia com a estrutura de tijolos da Água Júlia por cima (e da Água Tépula por cima dela).
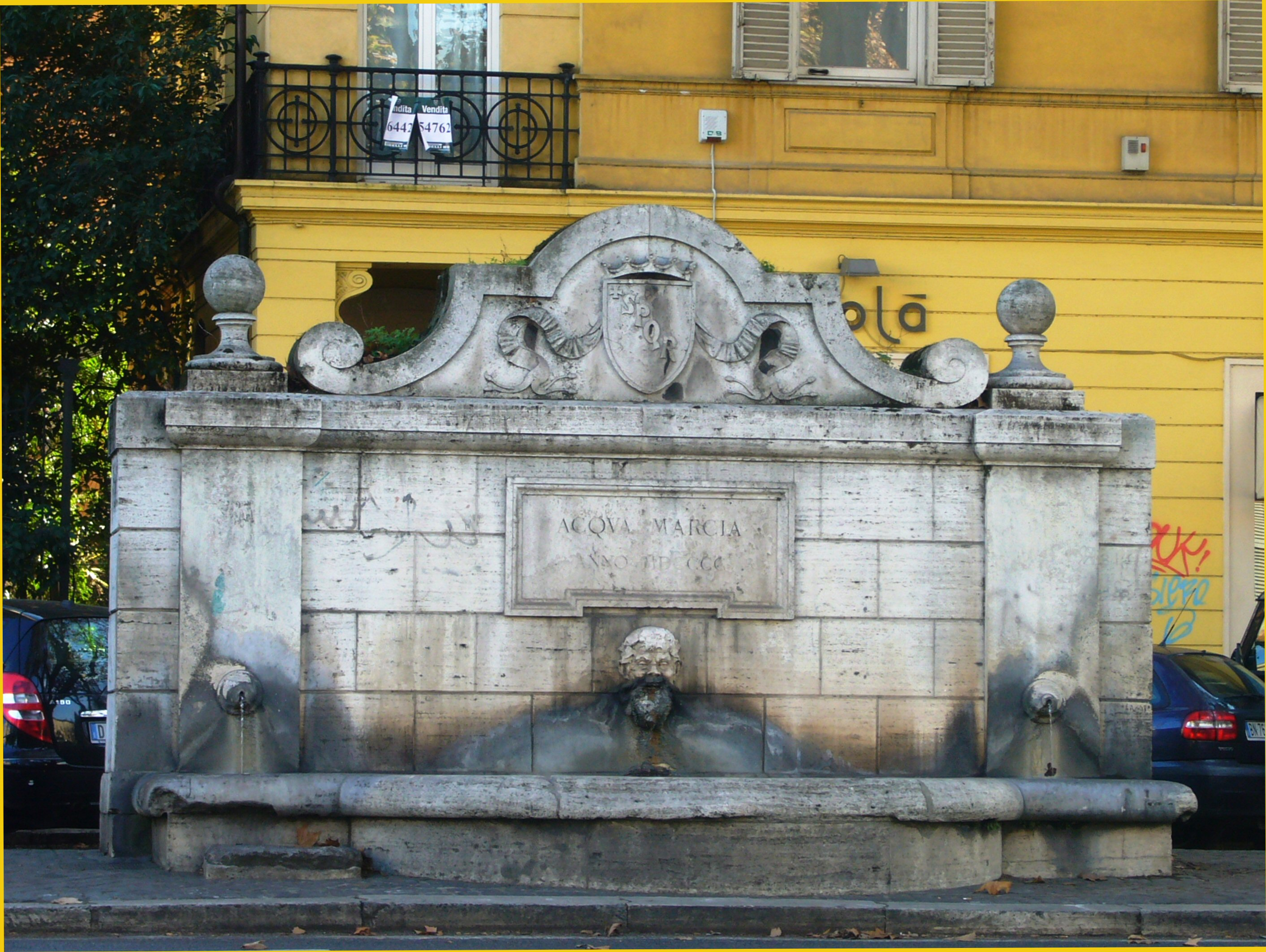
Fonte da Água Márcia na Via Nomentana